# Peter Steiner junior
Peter Steiner junior (* 5. Juni 1960 in München; † 3. Juni 2016) war ein deutscher Schauspieler.
Er war der Sohn der Schauspieler Gerda Steiner-Paltzer und Peter Steiner sowie der jüngere Bruder von Gerda Steiner. Seit 2000 leitete er die Theaterabteilung des SV Hammerschmiede in Augsburg, für die er nicht nur Regie führte, sondern auch gelegentlich mitspielte. Des Weiteren führte er mit anderen Kollegen eine Volkstheaterschule.
Peter Steiner junior starb an einem Herzstillstand. Sein Grab befindet sich auf dem Friedhof von Burgkirchen an der Alz im Landkreis Altötting.

## Filmografie (Auswahl)
- 1978: Liebesgrüße aus der Lederhose, 4. Teil: Die versaute Hochzeitsnacht
- 1978: Liebesgrüße aus der Lederhose, 5. Teil: Die Bruchpiloten vom Königssee
- 1980: Der Kurpfuscher und seine fixen Töchter
- 1980: Drei Lederhosen in St. Tropez
- 1980: Aus dem Tagebuch der Josefine Mutzenbacher
- 1981: Drei Dirndl in Paris
- 1981: Intime Stunden auf der Schulbank
- 1981: Laß laufen, Kumpel
- 1981: Das Sexabitur 2
- 1982: Die liebestollen Lederhosen
- 1982: Josefine Mutzenbacher – Wie sie wirklich war: 3. Teil
- 1982: Catherine
- 1983: Die Mädchen aus der Peep Show
- 1984: Blutjunge Biester… zu allem bereit
- 1986: Peter Steiners Theaterstadl – Wenn di Liab net wär
- 1986: Tegernseer Volkstheater – Der Saisongockl
- 1992–1993: Peter Steiners Theaterstadl (11 Theaterstücke)
- 1993–1995: Zum Stanglwirt (Fernsehserie, 41 Folgen)